# ジゴキシン
ジゴキシン（Digoxin）とはジギタリス属植物であるケジギタリス (Digitalis lanata) の葉から抽出される強心配糖体である。作用はジギトキシンより強く、作用時間が長い。ジゴキシンのアグリコン（非糖部）に相当する化合物はジゴキシゲニン (Digoxigenin) である。糖部であるジギトキソース (Digitoxose) は呈色反応であるケラー–キリアニ反応に対して陽性を示す。商品名はジゴシン。

## 薬理作用
ジゴキシンは細胞膜に存在するNa+/K+-ATPaseを阻害することによって細胞内Na+濃度の上昇をもたらす。結果、Na+を細胞へ取り込み、代わりにCa2+排出する経路として存在するNa+-Ca2+-交換体が抑制され、心筋細胞内Ca2+濃度の増加を引き起こし、心筋の収縮力の増加（陽性変力作用）、心拍数の減少（陰性変時作用）および心筋における神経興奮伝導速度の低下（陰性変伝導作用）を引き起こす。主に狭心症および心房細動に対して用いられる。副作用として嘔吐、不整脈などがある。

## 体内動態
半減期は約36時間であり、臨床において通常1日1回125μgまたは250µgを投与する。消化管吸収は良好であり、経口、静注、筋注での投与が可能である。腎排泄型の薬物であり、P-糖蛋白質（P-glycoprotein）により血中から尿細管へと分泌・排泄される。そのため腎障害の患者に対する投与は不適である。ジギトキシンは有効血中濃度範囲が狭く、臨床で用いる際には薬物治療モニタリング（Therapeutic Drug Monitoring、TDM）が必要となる。

## 後発品の品質
2008年4月、米国食品医薬品局（FDA）は、マイラン製薬のジゴキシン製剤についてクラスIの回収を実施すると発表した。一部の錠剤で厚さが2倍あり、含有量が2倍であるので一部の患者でジゴキシンの毒性が見られた。
2009年3月31日にも、FDAは別のジェネリック医薬品メーカーCaraco Pharmaceutical Laboratories, Ltd.が製造したジゴキシン錠を自主回収すると発表した。「Caraco社は全米でジゴキシン錠全ロットの自主回収を実施する。その理由は錠剤の大きさの変動幅が大き過ぎるためである。」
同日発表されたCaraco社の記者発表を以下に引用する。
2009年3月31日以前に出荷されたCaraco社製の全てのジゴキシン錠は、0.125mg錠も0.25mg錠も使用期限2011年9月を迎えていませんが、消費者の皆様の手に渡ったものを含めて自主回収致します。錠剤の大きさにばらつきがあり、1錠当りの成分量が多過ぎまたは少な過ぎるからです。

## その他
2008年に発表された研究では、ジゴキシンの有用性は心臓に対する作用だけでなく、一部の癌発症の可能性を低下させるとされた が、ジゴキシンの通常の用量では効果がないと思われ、結果の解釈にはさらなる研究が必要である。
心房細動において、ジゴキシン処方は全死亡・心血管死亡・突然死の増加と関連が報告された。
アメリカでは看護師であったチャールズ・カレンがジゴキシンを用いて患者を殺害する事件が起きている。